# SN 1989af
SN 1989af – supernowa odkryta 15 stycznia 1989 roku w galaktyce UGC 6433. W momencie odkrycia miała maksymalną jasność 16,50m.